# Aldo Mazzucchelli
Aldo Mazzucchelli (Montevideo, 27 de noviembre de 1961) es un escritor uruguayo.

## Biografía
Aldo Mazzucchelli es un poeta y ensayista uruguayo.
Ha publicado libros de poesía que han merecido reconocimientos en Uruguay y han sido traducidos al inglés, sueco y portugués, y publicados en España, Estados Unidos, Suecia, Brasil, Perú y México. Como ensayista ha publicado, entre otros trabajos, un ensayo literario sobre la época y la vida de Julio Herrera y Reissig La mejor de las fieras humanas, Taurus, 2010, y un ensayo de 600 páginas sobre las relaciones entre cultura, fútbol y política en el Cono Sur a comienzos del siglo pasado: Del ferrocarril al tango. El estilo del fútbol uruguayo 1891-1930. (Taurus, 2019).
Desde 2020 edita junto a un Consejo Editor la revista www.extramurosrevista.org dedicada a la publicación de pensamiento por escrito, con énfasis en temas de la actualidad cultural, histórica, filosófica y política. 
Entre 2012 y 2017, sus ensayos aparecieron periódicamente en el espacio virtual "Interruptor"  (que comparte con Amir Hamed, Gustavo Espinosa y Carlos Rehermann). 
Su poesía está recogida en numerosas antologías de poesía uruguaya. Algunos de sus trabajos han sido traducidos al inglés, alemán, ruso, y portugués, y figuran mencionados, entre otros sitios, en The Princeton Encyclopedia of Poetry and Poetics y en la Biblioteca Virtual Miguel de Cervantes.
Ha traducido al español y publicado poesía de Fernando Pessoa, Eugenio Montale, Giuseppe Ungaretti, Salvatore Quasimodo y Ferreira Gullar, y libros y ensayos de Hans Ulrich Gumbrecht, Hayden White, Gianni Vattimo, José Rabasa, Meyer Abrams, Jacob Klein, Robert Harrison, Gordon Brotherston y Samuel Weber.
Obtuvo el Premio Bartolomé Hidalgo de Ensayo (2010), por La mejor de las fieras humanas.
Se doctoró en Universidad de Stanford con una tesis sobre la obra inédita de Julio Herrera y Reissig, Tratado de la imbecilidad del país por el sistema de Herbert Speencer.
Sus intereses principales tienen que ver con una mirada historizadora de la idea de sujeto, desde la perspectiva de las tecnologías de la información. Nueva situación comunicativa, individuo, y el impacto de la interacción de ambos a nivel educactivo (con la implicación de esto en la enseñanza de las humanidades a todo nivel), da como consecuencia la emergencia de nuevas formas de estar en el mundo que ponen en crisis la estrategia moderna de democratización.
También ha escrito sobre la historia de la teoría de la metáfora. Ha desarrollado interés y reflexionado sobre el simbolismo astrológico desde un punto de vista metafórico y semiótico, sobre las relaciones entre poesía y lo oculto, y sobre el problema de la trascendencia y la legitimidad del poder dentro del proyecto moderno.
Como guitarrista y cantante ha editado un disco bajo el nombre "Mzz" ("An Alien Pilot is at Home", Imaginary Bike, Newport, EE. UU., 2008).

## Obra
Del ferrocarril al tango. El estilo del fútbol uruguayo 1891-1930. 2019; ensayo. Taurus, Montevideo, 2019 (580 páginas).
Edición e introducción de Julio Herrera y Reissig. Prosa fundamental. Prosa desconocida. Correspondencia. Biblioteca Artigas. Colección de Clásicos Uruguayos.  2011 (2 volúmenes) 
La mejor de las fieras humanas. Vida de Julio Herrera y Reissig. Taurus, Montevideo, 2010; narración / biografía literaria.
Edición, Introducción y Estudio crítico del Tratado de la imbecilidad del país de Julio Herrera y Reissig. Taurus, Montevideo, 2006; ensayo
Humanidades, Milenio 3. La naturaleza y el futuro de los saberes humanísticos en la era de la virtualidad.  2016; (ensayo).
Retahíla; (poesía, Estuario, 2015); 
Wysiwyg (poesía, Artefato, 2004)
Las ideas fijas. (poesía, De la Pluma, 1993).
Ánima. 1989; (poesía, TAE, 1989)
Después de 1984. (poesía, Arca, 1988)
El río desconocido. (poesía, Casa de Cultura, 1987)

### Inclusión en antologías
"Del país al paisaje. Muestra de poesía uruguaya". Amir Hamed. En Hispamérica. Revista de Literatura año XLIV, num. 130, Maryland, EE. UU., 2015.
Mantis. A Journal of Poetry, Criticism and Translation, 10 (2013). Translations by Charlotte Whittle.
Antología de poesía uruguaya del siglo XX. Selección y edición de Rafael Courtoisie. Madrid, Visor, 2010.
"Zoom 80. Muestra de la poesía uruguaya actual". En Fórnix 5/6, Lima, 2007.
Cincuenta poetas uruguayos del medio siglo (1955-2005) (Gerardo Ciancio, selección, prólogo y notas). Montevideo: Archivo General de la Nación, Centro de Difusión del Libro, 2005.
Parque Nandino 02 – Revista de Literatura. Secretaría de Cultura de Jalisco, México. Otoño 2003.
Antología de la Poesía Latinoamericana del Siglo XX. El turno y la transición. Julio Ortega (compilador). (1a ed. 1997; 2.ª, ed. 2001) México y Buenos Aires, siglo XXI Editores.
Poesía Uruguaya del Siglo 20. Selección y prólogo de W. Rela; Montevideo, Alfar, 1994.
Extraños y extranjeros. Panorama de la fantasía uruguaya actual. Selección y prólogo de C. Blixen; Montevideo, Arca, 1990 (cuentos)
Contra el Silencio, Poesía uruguaya 1973-1986. Selección y prólogo de G. Mántaras Löedel y J. Arbeleche; Montevideo, TAE, 1989.

## Traducciones
Poesía
José Ferreira Gullar. Donde la mitología sopla. Antología ínfima. El lobo caótico, Montevideo, 1993.
Fernando Pessoa, (Poemas de Ricardo Reis: "Placer, perodespacio"; "Tuyas, nomías"; "Nada queda de nada"; Ni de la humilde hierba..."; "No quiero, Cloe, tu amor que oprime"; de Álvaro de Campos: "Poema en línea recta"; "Vacaciones"; de Fernando Pessoa: "Serena voz imperfecta, electa..."; "Vengo de lejos y traigo en el perfil"; "Casi anónima sonríes"; "Oh, tocadora de arpa, si yo besase"; "El amor es lo que es esencial"; "Me ocurrió de lo alto y lo infinito"; "No soy yo quien describo. Soy la tela".
Ezra Pound, poemas. 
Fernando Pessoa, (Poemas de Ricardo Reis: "Placer, pero despacio"; "Tuyas, no mías"; "Frutos, los dan los árboles que viven"; Ni de la humilde hierba...";"No quiero, Cloe, tu amor que oprime"; "Nada queda de nada"; de Álvaro de Campos: "Albergue" ; de Alberto Caeiro: "Si muero joven"; "Reticencias"; "Navío que partes"; "Casablanca nao negra"; "Todas las opiniones que hay sobre la naturaleza"; "La luz de la luna entre las ramas a ltas" ;"El que escuchó mis versos me dijo..." 
Giusseppe Ungaretti ("Himno a la muerte", "Mi casa", "Lejos","Ahora dónde está...").
Salvatore Quasimodo ("Anno domini MCMXVII", "De las frondas de los sauces", y “19 de enero de 1944").
Prosa
De la invención de América. La historiografía española y la invención del eurocentrismo, de José Rabasa. Editorial Iberoamericana, México (2009)
"Reflections on "Gendre" in the Discourses of History", de Hayden White. En Historia y Grafía, México, 2011.
Los poderes de la filología. Dinámicas de una práctica académica del texto, de Hans Ulrich Gumbrecht. Editorial Iberoamericana, México (2007)
Elogio de la belleza atlética, de Hans Ulrich Gumbrecht. Katz, Buenos Aires, 2006.
Producción de presencia. Lo que el significado no puede transmitir, de Hans Ulrich Gumbrecht. Editorial Iberoamericana, México (2005)
En 1926. Viviendo al borde del tiempo, de Hans Ulrich Gumbrecht. Editorial Iberoamericana, México (2004)
H.U. Gumbrecht, "Viva su experiencia—¡y esté fuera de tiempo! Lo que la "Filología Clásica como profesión” podría (haber sido o llegar a) ser”, en Educar, No 11, Montevideo, julio de 2002.
H.U. Gumbrecht, "Una disciplina deconstruida”, En Hermes Criollo, No 3, Montevideo, Ed. La Gotera, julio de 2002.
Diálogo del despertar, de Tom Carpenter. Vesica Piscis, Madrid, 2002
Gianni Vattimo, "El estructuralismo y el destino de la crítica", en Insomnia, No 85, Montevideo, 13 de octubre de 1999.
Gordon Brotherston. "Introducción a Ariel”. En Insomnia, no 87, 17 de octubre de 1999.